# Juan de la Cruz Garriga Doménech
Juan de la Cruz Garriga Doménech, conegut com a Joan Garriga Doménech (Barcelona, 1973), és un administrador de béns i polític espanyol, portaveu del grup parlamentari de Vox al Parlament de Catalunya.
Dirigeix un despatx professional d'administració de patrimonis i mediació i ha estat gerent de l'Agrupació de Mares i Pares per la Llibertat d'Educació, coordinador de la plataforma Dret a escollir: Llibertat d'Ensenyament i secretari general del Fòrum Català de la Família durant cinc anys.Joan Garriga va militar anteriorment al Partit Popular de Catalunya i a Plataforma per Catalunya, de la qual va ser candidat a l'alcaldia de Montcada i Reixac a les eleccions municipals de 2015, abans d'afiliar-se a Vox el 2018.
A les eleccions al Parlament de Catalunya de 2021 va ocupar el tercer lloc de la candidatura de Vox a la Circumscripció electoral de Barcelona, resultant elegit diputat.
El 29 de desembre de 2024 es feu públic que Garriga assistí a un sopar amb simpatitzants falangistes en el qual es proferiren crits a favor de Francisco Franco i es recità el poema "A la bandera", de l'alt càrrec del règim franquista José Luis Santiago de Merás, autor de diverses peces que lloen tant a José Antonio Primo de Rivera com al dictador Francisco Franco. L'acte comptà amb la participació de la Unión de Brigadas, una entitat afí a Vox que ofereix "cobertura jurídica" a la retirada de símbols independentistes de l'espai públic. Oficialment, però, l'acte fou organitzat per aficionats del Reial Club Deportiu Espanyol de Barcelona.